# Расизм і дискримінація в Туреччині

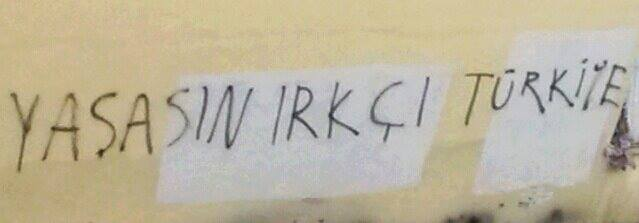
Напис «Хай живе расистська Туреччина» невідомі написали на стінах вірменської церкви в Стамбулі

У Туреччині присутні ксенофобія, расизм та дискримінація як у сучасному суспільстві, так і впродовж її історії, зокрема у формах етнічної, релігійної дискримінації та інституційного расизму щодо немусульманських і не сунітських меншин. Це проявляється переважно у вигляді негативного ставлення та дій з боку частини населення до осіб, яких не вважають етнічними турками, зокрема до курдів, вірмен, арабів, ассирійців, греків, євреїв, а також до кочових груп, таких як роми, домарі, абдали та ломи.
Останніми роками в Туреччині спостерігається зростання расизму щодо вихідців з Близького Сходу, зокрема сирійських біженців, афганців, пакистанських та африканських мігрантів.
Також повідомляється про наростальне невдоволення серед турків через наплив росіян, українців, а можливо, й білорусів і болгар, які прибули до країни внаслідок війни в Україні, оскільки це, за твердженнями місцевих жителів, спричинило житлову кризу.

## Огляд
| Рік           | 1914 рік | 1927 рік | 1945 рік | 1965 рік | 1990 рік | 2005 рік |
| ------------- | -------- | -------- | -------- | -------- | -------- | -------- |
| Мусульмани    | 12 941   | 13 290   | 18 511   | 31 139   | 56 860   | 71 997   |
| Греки         | 1549     | 110      | 104      | 76       | 8        | 3        |
| Вірмени       | 3 604    | 77       | 60       | 64       | 67       | 50       |
| Євреї         | 128      | 82       | 77       | 38       | 29       | 27       |
| Інші          | 176      | 71       | 38       | 74       | 50       | 45       |
| Всього        | 15 997   | 13 630   | 18 790   | 31 391   | 57 005   | 72 120   |
| % немусульман | 19.1     | 2.5      | 1.5      | 0,8      | 0,3      | 0,2      |

Расизм і дискримінацію в Туреччині можна простежити ще з часів Османської імперії. У 1860-х роках деякі османсько-турецькі інтелектуали, зокрема Алі Суаві, стверджували, що:
- Турки переважають інші раси в політичному, військовому та культурному аспектах;
- Турецька мова перевершує європейські мови своїм багатством і досконалістю;
- Турки створили ісламську цивілізацію.

У 1920–1930-х роках расизм став впливовим чинником у турецькій політиці, отримавши підтримку з боку турецького уряду. За допомогою «Турецької історичної тези» та «Теорії сонячної мови» намагалися науково довести расову перевагу турків. «Турецька історична теза» стверджувала, що сучасні європейські народи мають тюркське походження, а «Теорія сонячної мови» проголошувала, що турки були першими людьми, які говорили мовою, і що всі інші мови походять від турецької. У Туреччині організовувалися конгреси, метою яких було поширення цих ідей у західному науковому середовищі. Закон про державних службовців, ухвалений 1926 року, мав на меті отурчення трудового життя в Туреччині. Цей закон визначав «турецькість» як обов'язкову умову для тих, хто прагнув стати державним службовцем. Коли у 1932 році Керіман Халіс Едже була обрана «Міс Всесвіт», президент Туреччини Мустафа Кемаль Ататюрк висловив задоволення тим, що міжнародне журі визнало представницю турецької раси найкрасивішою жінкою у світі.
Ранніми ідеологами расизму в Туреччині були Ніхал Атсиз і Реґа Огуз Тюрккан, які змагалися у визначенні справжнього змісту турецькості. Обоє стали фігурантами процесу у справі про расизм і тюранізм 1944 року разом із 21 іншим обвинуваченим, серед яких були Закі Валіді Тоган і Алпарслан Тюркеш. Декількох підсудних засудили до тюремного ув'язнення, але після повторного розгляду справи у жовтні 1945 року всі вони були виправдані. Ідеалістичний рух у Туреччині перебуває під впливом расистських поглядів Адольфа Гітлера. Його книга Моя боротьба (тур. Kavgam) має популярність серед правих політиків, і коли Бюлент Еджевіт намагався заборонити її продаж у Туреччині, йому це не вдалося.
У 2002 році Міністерство освіти Туреччини запровадило навчальну програму щодо вірмен, яка була широко засуджена як расистська та шовіністична. Програма включала підручники з фразами на кшталт «ми розчавили греків» і «зрадник нації». Після цього громадські організації, включно з Турецькою академією наук, опублікували дослідження, в якому засудили расизм і сексизм у навчальних матеріалах. Проте у звіті, опублікованому міжнародною правозахисною організацією Міжнародна група з прав меншин (MRG) у 2015 році, зазначається, що шкільна програма й надалі зображує «вірмен і греків як ворогів країни». Нурджан Кая, одна з авторок звіту, дійшла висновку: «Уся освітня система базується на концепції турецькості. Нетурецькі групи або взагалі не згадуються, або згадуються в негативному контексті».
Станом на 2008 рік у Туреччині також спостерігається зростання кількості злочинів на ґрунті ненависті, що мотивуються расизмом, націоналізмом та нетерпимістю. За словами Айхана Сефера Юстюна, голови парламентської Комісії з розслідування питань прав людини: «Мова ворожнечі зростає в Туреччині, тому слід запровадити нові заходи стримування, щоб зупинити збільшення кількості таких злочинів». Попри наявність відповідних положень у Конституції та законах, у Туреччині досі не було винесено жодного вироку за злочини на ґрунті ненависті, расизму чи дискримінації. Від початку 2006 року в країні було скоєно низку вбивств осіб, які належали до етнічних і релігійних меншин, мали іншу сексуальну орієнтацію або відрізнялися соціальною/сексуальною ідентичністю. Стаття 216 Кримінального кодексу Туреччини передбачає загальну заборону на публічне підбурювання до ненависті та ворожнечі.

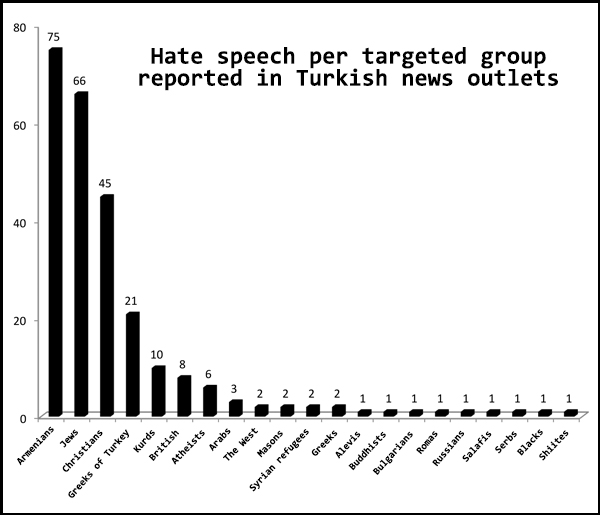
Повідомлення про мову ворожнечі щодо цільових груп у турецьких новинних виданнях згідно зі звітом «Медіа-спостереження за мовою ворожнечі та дискримінаційною мовою» за січень-квітень 2014 року, підготовленим Нефрет Сойлемі та Фондом Гранта Дінка

Згідно зі статтею, написаною у 2009 році Явузом Байдаром, провідним оглядачем щоденної газети Zaman, у Туреччині зростає расизм і мова ворожнечі, особливо щодо вірмен і євреїв. 12 січня 2009 року він зазначив: «Якщо переглянути турецьку пресу, можна легко знайти приклади расизму та мови ворожнечі, особливо у відповідь на жахливу різанину та страждання в Газі. У цих випадках вже не існує розмежування між критикою дій Ізраїлю та нападками на євреїв». У 2011 році Асли Чиракман зазначила, що в Туреччині спостерігається очевидне зростання вираження ксенофобських настроїв проти курдів, вірмен і євреїв. Вона також звернула увагу на те, що етнонаціоналістичний дискурс 2000-х років визначає «внутрішніх ворогів» — етнічні та релігійні групи, що проживають у Туреччині, зокрема курдів, вірмен і євреїв.
У 2011 році дослідження Pew Global Attitudes and Trends серед 1000 турків показало, що лише 6 % з них мали позитивне ставлення до християн, а 4 % — до євреїв. Для порівняння, у 2006 році ці показники становили відповідно 16 % і 15 %. У тому ж опитуванні виявилося, що 72 % турків вважали американців ворожими, а 70 % — європейців. На запитання про те, яка релігія є найжорстокішою у світі, 45 % турків назвали християнство, 41 % — юдаїзм, а лише 2 % — іслам. Крім того, 65 % турків вважали західні народи «аморальними».
Одним із головних викликів, з якими, за даними Європейської комісії проти расизму та нетерпимості (ECRI), стикається Туреччина, є необхідність поєднання сильного національного самоусвідомлення та прагнення зберегти єдність і цілісність держави з правом різних меншин виражати свою етнічну ідентичність. Це включає, наприклад, право меншин розвивати власну етнічну ідентичність шляхом збереження мови та культури своєї спільноти.
Нещодавнє розслідування вірменської газети Agos виявило, що в Туреччині використовувалися таємні расові коди для класифікації представників меншин. Згідно з цією системою, яка, ймовірно, була впроваджена ще під час заснування Республіки у 1923 році, греки позначалися кодом 1, вірмени — кодом 2, а євреї — кодом 3. Алтан Тан, депутат від Партії миру і демократії (BDP), вважав, що існування таких кодів завжди заперечувалося турецькою владою, однак заявив: «Якщо таке дійсно відбувається, то це катастрофа. Держава, яка незаконно класифікує власних громадян за етнічною приналежністю та релігією — та ще й у таємному порядку — чинить великий злочин».
За результатами дослідження, проведеного Стамбульським університетом Більгі за підтримки Ради з наукових і технологічних досліджень Туреччини (TÜBITAK) у 2015—2017 роках, 90 % молоді заявили, що не хотіли б, аби їхні доньки одружувалися з представниками «іншої» групи. 80 % не хотіли б мати сусіда з «іншої» групи, 84 % не хотіли б, щоб їхні діти товаришували з дітьми з «іншої» групи. Також 84 % заявили, що не вели б бізнес із представниками «інших», і 80 % сказали, що не взяли б на роботу таку людину. Дослідники проводили особисті інтерв'ю з молодими людьми віком від 18 до 29 років. На запитання, кого саме вони вважають «іншими», 89 % опитаних назвали представників ЛГБТК+, 86 % — атеїстів і безвірних, 82 % — людей інших віросповідань, 75 % — національні меншини, а 74 % — надмірно релігійних осіб.

## Ставлення до курдів
Махмут Есат Бозкурт, колишній міністр юстиції, у 1930 році заявив про перевагу турецької раси над курдською, зазначивши, що нетурки мають право лише бути слугами й рабами.
Зілянська різанина 1930 року була масовим знищенням курдського населення Туреччини під час Араратського повстання, у якому взяли участь 800—1500 озброєних осіб. За даними газети Джумхурієт від 16 липня 1930 року, було вбито близько 15 000 осіб, а річка Зілян була заповнена тілами настільки, що вони доходили аж до гирла. 31 серпня 1930 року газета Міллієт опублікувала заяву прем'єр-міністра Туреччини Ісмета Іненю: «Лише турецька нація має право вимагати етнічних прав у цій країні. Жоден інший елемент не має такого права». Також він додав: «Це східні турки, яких обдурила безпідставна пропаганда, і які зрештою збилися з правильного шляху».

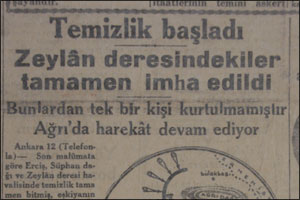
Заголовок щоденної газети «Джумхурієт» від 13 липня 1930 року: Розпочато очищення, ті, що були в долині Зейлан, були повністю знищені, жоден з них не вижив, операції в Агрі тривають. Анкара 12 (З телефоном) … Згідно з останньою інформацією, прибирання в районах Ерджіш, Маунт-Супхан та Зейлан повністю завершено …

Курди мають тривалу історію дискримінації та масових вбивств, скоєних проти них турецькою владою. Однією з найзначніших подій є Дерсімська різанина, під час якої, згідно з офіційною доповіддю Четвертого генерального інспекторату, турецька армія вбила 13 160 цивільних осіб і вислала 11 818 осіб, що призвело до депопуляції провінції у 1937—1938 роках. За словами дерсимців, багато членів племен були розстріляні після здачі, а жінок і дітей зачиняли у сінниках, які потім підпалювали. За даними Девіда Макдавелла, було вбито 40 000 осіб, тоді як джерела курдської діаспори називають понад 70 000 загиблих.
У спробі заперечити їхнє існування, турецький уряд до 1991 року офіційно називав курдів «гірськими турками». З того часу курдське населення Туреччини постійно вимагає, щоб курдську мову визнали мовою навчання в державних школах, а також предметом викладання. Кілька спроб відкрити курдські навчальні центри було зупинено з формальних причин, зокрема через «неправильні розміри дверей». Турецькі джерела стверджували, що курдськомовні школи були закриті у 2004 році через «відсутність зацікавлености». Хоча школи з курдською мовою почали діяти, багато з них були змушені припинити роботу через надмірну регуляцію з боку держави. Курдські мовні інститути перебувають під суворим контролем і зазнають бюрократичного тиску. Використання курдської мови як основної мови навчання в Туреччині є незаконним. Вона дозволена лише як предмет. Курдську мову дозволено викладати в університетах, зокрема як мовні курси або програми бакалаврату та післядипломного навчання з курдської мови і літератури.
Через велику кількість курдів у Туреччині, наступні уряди розглядали вираження курдської ідентичності як потенційну загрозу єдності держави. Це відчуття посилилося після початку збройного повстання Робітничої партії Курдистану (РПК) у 1984 році. Однією з основних форм культурної асиміляції було історичне придушення курдської мови. Курдські публікації, створені у 1960-х та 1970-х роках, закривалися під різними юридичними приводами. Після військового перевороту 1980 року використання курдської мови було офіційно заборонено в державних установах.
| Назва                             | Рік заборони |
| --------------------------------- | ------------ |
| Народна трудова партія            | 1993         |
| Партія свободи та демократії      | 1993         |
| Демократична партія               | 1994         |
| Партія народної демократії        | 2003         |
| Партія демократичного суспільства | 2009         |

У квітні 2000 року конгресмен США Боб Філнер заявив про наявність «культурного ґеноциду», наголосивши, що «спосіб життя під назвою „курдський“ зникає з тривожною швидкістю». Марк Левін стверджує, що практика геноциду не обмежувалася лише культурним знищенням, і події, що розпочалися наприкінці XIX століття, продовжувалися до 1990 року. У 2019 році Deutsche Welle повідомила, що курди дедалі частіше стають жертвами насильницьких злочинів на ґрунті ненависті.
Деякі науковці стверджують, що наступні турецькі уряди проводили послідовну політику геноциду проти курдів, спрямовану на їх асиміляцію. Однак гіпотеза про геноцид курдів залишається меншиною серед істориків і не визнається жодною країною чи великою міжнародною організацією. Десмонд Фернандес, старший викладач Університету Де Монтфорт, поділяє політику турецької влади на такі категорії:
- Програма примусової асиміляції, що включала, серед іншого, заборону курдської мови та примусове переселення курдів у некурдські регіони Туреччини.
- Заборона будь-яких організацій, які виступали проти першої категорії.
- Жорстоке придушення будь-якого курдського опору. У січні 2013 року турецький парламент ухвалив закон, який дозволяє використання курдської мови в судах, хоча й з обмеженнями[81][82]. Закон був ухвалений голосами правлячої Партії справедливості та розвитку (АКР) і опозиційної прокурдської Партії миру і демократії (BDP), попри критику з боку світської Республіканської народної партії (CHP) та націоналістичної Партії націоналістичного руху (MHP). Незважаючи на підтримку закону в парламенті, BDP критикувала положення, за яким підсудні мають самостійно оплачувати послуги перекладу, а також те, що закон стосується лише усного захисту в суді, але не письмового чи слідчого процесу до суду[83][84]. Заступник прем'єр-міністра Туреччини Бекір Боздаг(інші мови) відповів на критику, заявивши, що витрати на перекладача для тих, хто не володіє турецькою, покриватиме держава, тоді як ті, хто говорить турецькою, але хоче виступати в суді іншою мовою, оплачуватимуть переклад самі[84]. Єврокомісар з питань розширення Штефан Фюле привітав новий закон[85].

У лютому 2013 року прем'єр-міністр Туреччини Реджеп Тайїп Ердоган під час зустрічі з ісламськими лідерами громадської думки заявив, що має «позитивне ставлення» до проповідування імамами турецькою, курдською або арабською мовами — залежно від того, якою мовою говорить більшість відвідувачів мечеті. Цей крок був підтриманий курдськими політиками та правозахисними організаціями.

## Проти арабів
У Туреччині існує давня історія антіарабізму, який значно посилився на тлі сирійської біженської кризи. Газета Га-Арец повідомляє, що расизм щодо арабів у Туреччині здебільшого спрямований на дві групи: туристів із країн Перської затоки, яких характеризують як «багатих і пихатих», і сирійських біженців. У тому ж матеріалі зазначається, що антисирійські настрої в Туреччині перетворюються на загальну ворожість до всіх арабів, зокрема й палестинців. Заступник голови партії Ійі попередив, що через наплив біженців Туреччина ризикує «перетворитися на країну Близького Сходу».

## Проти вірмен

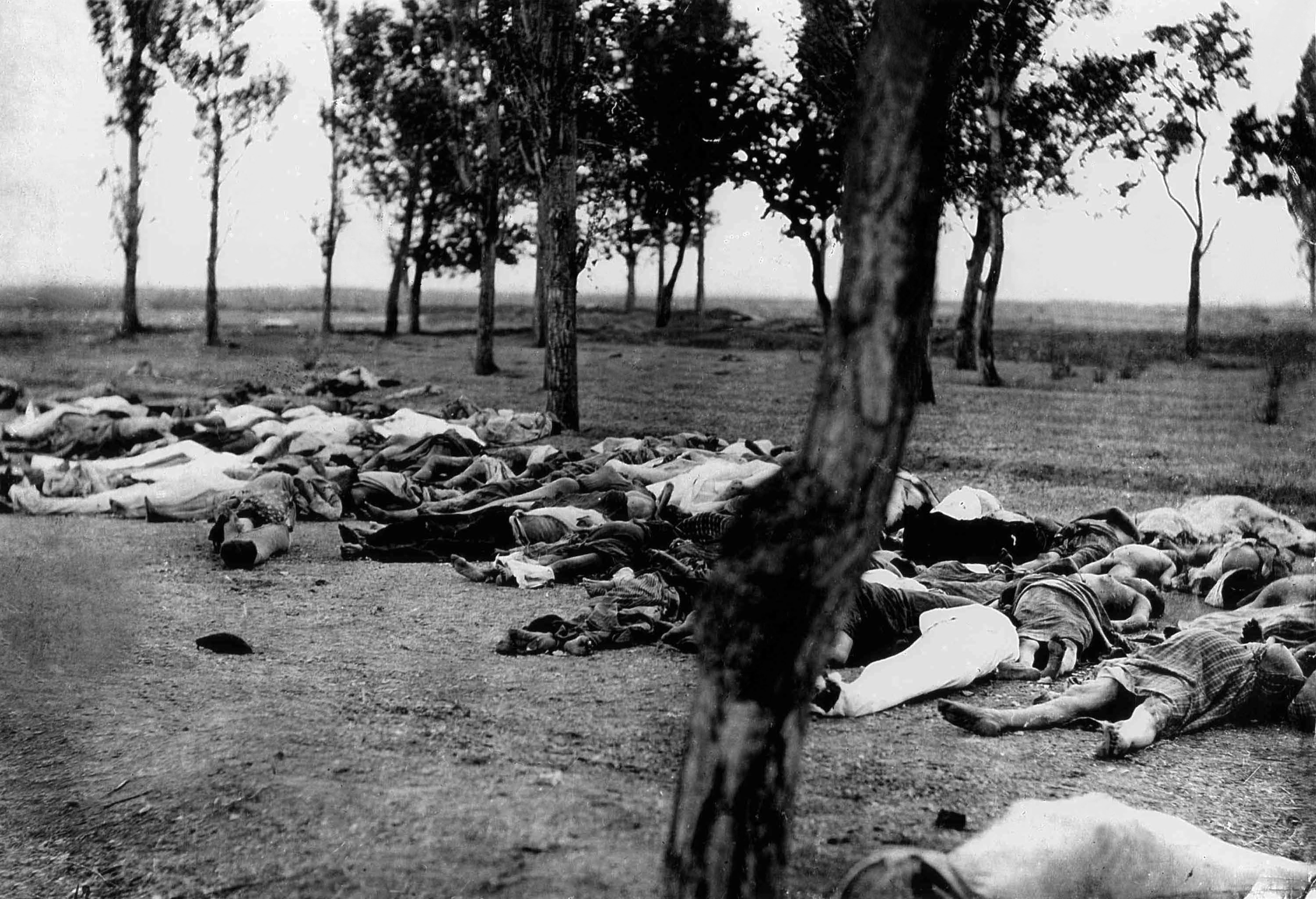
Геноцид вірмен — це систематичне знищення Османським урядом вірменських підданих на території, що утворює сучасну Турецьку Республіку. Загальна кількість убитих вірмен оцінюється в 1,5 мільйона.

Хоча вірмени в Османській імперії могли досягати високого соціального статусу та багатства, як спільнота вони мали статус громадян другого сорту (згідно з міллетською системою) та вважалися чужорідним елементом мусульманського характеру османського суспільства. У 1895 році вимоги реформ з боку вірменських підданих імперії призвели до рішення султана Абдул-Гаміда придушити їх, що спричинило гамідійські різанини, під час яких було вбито до 300 000 вірмен, а ще більше — піддано тортурам. У 1909 році масове вбивство вірмен у місті Адана спричинило низку антивірменських погромів у регіоні, в результаті яких загинуло від 20 000 до 30 000 вірмен. Під час Першої світової війни османський уряд влаштував масове винищення від 1 до 1,5 мільйона вірмен у рамках Вірменського геноциду. Нинішній уряд Туреччини дотримується позиції, що вірмени стали жертвами очікуваних труднощів війни, кількість загиблих перебільшена, а події 1915 року не можуть вважатися геноцидом. Цю позицію критикують провідні науковці, які досліджують геноцид, а також 28 урядів країн, що ухвалили резолюції з визнанням геноциду.
- турецький юрист Фетхіє Четін

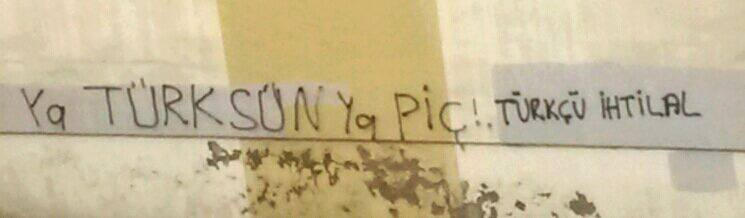
«Ти або турок, або покидьок» біля стіни вірменської церкви в Кадикьої, Стамбул

Певні труднощі, з якими стикається вірменська меншина в Туреччині сьогодні, є наслідком антивірменських настроїв з боку ультранаціоналістичних угруповань, таких як «Сірі вовки». За даними Групи з прав меншин, хоча уряд офіційно визнає вірмен як меншину, у публічному вжитку цей термін часто означає статус громадян другого сорту. У Туреччині слово «вірменин» часто використовується як образа. Дітей з раннього віку навчають ненавидіти вірмен, а декілька людей були притягнуті до відповідальності за використання цього слова щодо публічних осіб та політиків.
Термін «вірменин» часто використовується в політиці з метою дискредитації опонентів. У 2008 році депутатка від Ізміру з Республіканської народної партії (CHP) Джанан Аритман назвала президента Абдуллу Гюля «вірменином». Аритман була притягнута до суду за «образу» президента. Подібно до цього, у 2010 році турецький журналіст Джем Бююкчакір схвалив коментар на своєму сайті, в якому стверджувалося, що мати президента Гюля була вірменкою. Бююкчакіра засудили до 11 місяців ув'язнення за «образу президента».

Невдовзі після вбивства Гранта Дінка, вбивцю, який перебував під вартою поліції, вшанували як героя. Він позував із турецьким прапором разом із поліціянтами

Грант Дінк, редактор вірменської газети Agos, був убитий у Стамбулі 19 січня 2007 року Огюном Самастом. За повідомленнями, він діяв за наказом Ясіна Хаяла, турецького ультранаціоналіста. Через свої висловлювання про вірменську ідентичність і Вірменський геноцид Дінка тричі притягували до відповідальності за статтею 301 Кримінального кодексу Туреччини за «образу турецькості». Він також отримував численні погрози смерті від націоналістів, які вважали його «бунтарську» журналістику, зокрема щодо визнання геноциду, зрадою.
Севаг Баликчи, турецький солдат вірменського походження, був застрелений 24 квітня 2011 року — у день вшанування пам'яті жертв Вірменського геноциду — під час проходження військової служби в місті Батман. Через його профіль у Facebook було встановлено, що вбивця Киванч Агаоглу був ультранаціоналістом і симпатиком націоналістичного політика Мухсіна Язиджиоглу та турецького агента/кілера Абдулли Чатли, який мав історію антивірменських дій, зокрема бомбардування Меморіалу Вірменського геноциду в передмісті Парижа в 1984 році. Його профіль також показав, що він підтримував ультраправу націоналістичну Партію Великого Союзу (BBP). Наречена Баликчи свідчила, що Севаг по телефону казав їй, що боїться за своє життя, бо один із військовослужбовців пригрозив йому словами: «Якщо почнеться війна з Вірменією, ти будеш першою людиною, яку я вб'ю».
У січні 2009 року в Анкарі був заарештований Ібрагім Шахін разом з 36 іншими ймовірними членами турецької ультранаціоналістичної організації «Ергенекон». Турецька поліція повідомила, що операція була розпочата через накази Шахіна вбити 12 лідерів вірменської громади в Сівасі. Згідно з офіційним розслідуванням у Туреччині, «Ергенекон» також відіграв роль у вбивстві Гранта Дінка.

У лютому 2015 року в кількох містах Туреччини були помічені банери, що прославляли геноцид. Вони заявили: «Ми святкуємо 100-річчя очищення нашої країни від вірмен. Ми пишаємося нашими славними предками»

26 лютого 2012 року під час мітингу в Стамбулі на вшанування пам'яті жертв Ходжалинської різанини відбулася антивірменська демонстрація, яка супроводжувалася мовою ненависті та погрозами на адресу Вірменії та вірменського народу. Під час демонстрації лунали гасла: «Ви всі вірмени, ви всі виродки», «Виродки Гранта нас не злякають», «Сьогодні площа Таксім, завтра Єреван: ми нападемо на вас раптово вночі».
У лютому 2015 року на стіні вірменської церкви в стамбульському районі Кадикьой з'явились написи: «Або ти турок, або виродок» і «Ви всі вірмени, всі виродки». Стверджується, що графіті залишили учасники демонстрації під назвою «Протести з засудженням Ходжалинського геноциду і вірменського терору». Асоціація прав людини Туреччини подала петицію до місцевої влади Стамбула, назвавши подію «прикриттям для розпалювання етнічної ненависті проти вірмен у Туреччині». У тому ж місяці в кількох містах Туреччини були помічені банери з вітанням до 100-річчя Вірменського геноциду. Вони проголошували: «Вітаємо зі 100-річчям очищення нашої країни від вірмен. Ми пишаємося нашими славними предками». (тур. Yurdumuzun Ermenilerden temizlenişinin 100. yıldönümü kutlu olsun. Şanlı atalarımızla gurur duyuyoruz).

## Проти ассирійців
Ассирійці поділили долю вірмен. У 1915 році вони також стали жертвами масових вбивств. Ассирійський геноцид або Сейфо (як його називають самі ассирійці) зменшив чисельність ассирійського населення Анатолії та Іранського нагір'я з приблизно 650 000 осіб до 250 000 після геноциду.
Дискримінація ассирійців тривала і після утворення Турецької Республіки. Після повстання шейха Саїда Ассирійська православна церква зазнала переслідувань з боку турецької влади через звинувачення у співпраці деяких ассирійців з курдськими повстанцями. У результаті відбулися масові депортації, а патріарха Ігнатія Іллю III було вигнано з монастиря Мор Хананьо, який було перетворено на турецьку казарму. Патріарший престол тимчасово перенесли до Хомса.
Ассирійці історично не могли працювати на державній службі в Туреччині, не мали доступу до військових училищ, не могли стати офіцерами армії чи вступити до поліції.

## Проти афганців
Афганські біженці та мігранти звинувачували турецьких силовиків у жорстоких нападах, зокрема у застосуванні летальної сили — обстрілах під час спроб перетнути кордон. Турецьких прикордонників неодноразово звинувачували у стрілянині по афганцях, що намагалися потрапити до країни, внаслідок чого були жертви. Тим часом турецькі імміграційні служби продовжують кампанію депортації мільйонів афганських мігрантів, які проживають на території Туреччини.
У 2023 році команда турецьких науковців опублікувала дослідження, у якому проаналізовано зв'язок афганських мігрантів із криміналом у Туреччині, а також причини зростання негативних суспільних настроїв щодо них.
В інтернеті з'явилося відео, на якому турецькі ультранаціоналісти б'ють афганця; його широко розповсюджували у соцмережах.

## Проти греків

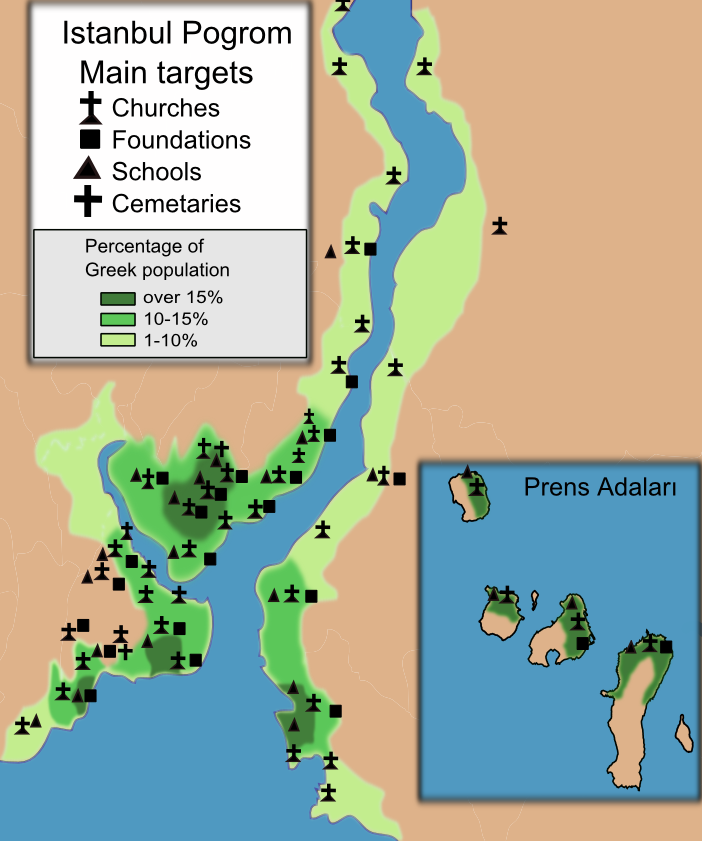
Головні місцяантигрецьких заворушень у Стамбулі; 6–7 вересня 1955 року.

Репресивні заходи турецького націоналізму, зокрема закон від 1932 року, прийнятий парламентом, заборонили громадянам Греції, які проживали в Туреччині, займатися понад 30 професіями — від кравецької справи та столярства до медицини, права та нерухомості. Податок на майно (Варлік вергісі), запроваджений у 1942 році, також був спрямований на зменшення економічного впливу грецьких підприємців у Туреччині. 6–7 вересня 1955 року в Стамбулі відбувся антипогром проти греків, організований Групою мобілізації тактичних дій турецької армії — осередком турецького відділення операції «Гладіо», також відомої як «Контргерилья». Поштовхом до подій стала новина про нібито вибух у турецькому консульстві в Салоніках — будинку, де народився Мустафа Кемаль Ататюрк у 1881 році. Насправді вибух організував турецький працівник консульства, який згодом був заарештований і зізнався. Турецька преса замовчувала цей факт і натомість натякала, що бомбу заклали греки. Хоча натовп не закликав відкрито до вбивств, унаслідок побиттів і підпалів загинули понад десяток осіб. Постраждали також курди, євреї, вірмени, ассирійці, мусульманські меншини та немусульманські турки. Окрім торгових об'єктів, натовп також цілеспрямовано знищував майно, що належало Грецькій православній церкві: було зруйновано або спалено 73 церкви, 23 школи, 8 джерел освяченої води (асперсій) та 3 монастирі.
Ці події суттєво прискорили еміграцію етнічних греків із Туреччини, особливо зі Стамбула. Грецьке населення Туреччини зменшилося з 119 822 осіб у 1927 році до близько 7 000 у 1978 році. У Стамбулі кількість греків скоротилась з 65 108 до 49 081 осіб між 1955 і 1960 роками.
Грецька меншина в Туреччині досі стикається з проблемами у сфері освіти та майнових прав. Закон 1971 року націоналізував релігійні школи й закрив семінарію на острові Хейбеліада (Халки), яка з XIX століття готувала православне духовенство. Суспільне обурення викликало також осквернення грецького кладовища на острові Імброс 29 жовтня 2010 року. У цьому контексті проблеми грецької меншини на островах Імброс і Тенедос продовжують надходити до Європейської комісії.
У 2007 році турецька влада конфіскувала загалом 1 000 об'єктів нерухомості, що належали 81 грецькій організації та окремим представникам грецької громади. Водночас турецькі суди легітимізували незаконні практики, схвалюючи дискримінаційні закони та політику, що порушували основоположні права, які вони мали захищати. У результаті, починаючи з 1999 року, коли Туреччина була оголошена кандидатом на вступ до Європейського Союзу, грецькі громади почали подавати скарги. З 2007 року у цих справах почали ухвалювати рішення; перше з них було винесено у справі, ініційованій Фундацією Фанарського грецького православного коледжу. Рішенням було визнано, що Туреччина порушила статтю 1 Протоколу № 1 Європейської конвенції з прав людини, яка гарантує право на власність.

## Проти євреїв
У 1930-х роках у Туреччині з'явилися групи, що видавали антисемітські журнали. Журналіст Джеват Рифат Атілхан публікував у Ізмірі журнал Anadolu, який містив антисемітські тексти. Після заборони видання Атілхан поїхав до Німеччини, де кілька місяців був гостем у Юліуса Штрайхера. У його виданні Der Stürmer 18 серпня 1934 року було опубліковано велику статтю про Атілхана. Повернувшись до Туреччини, Атілхан заснував журнал Milli İnkılap, дуже схожий за змістом на Der Stürmer. Таким чином, вважається, що значна частина антисемітських теорій у Туреччині походить із ідей та матеріалів, які Атілхан запозичив у нацистській Німеччині.
Справа Ельзи Нієго — це інцидент, пов'язаний із вбивством єврейської дівчини на ім'я Ельза Нієго у 1927 році. Під час її похорону відбулася демонстрація на знак протесту проти турецького уряду, що викликало антисемітську реакцію в турецькій пресі. Дев'ятьох учасників протесту одразу заарештували за звинуваченням у «образі турецькості».
Закон про переселення 1934 року був політикою турецького уряду, яка визначала основні принципи імміграції. Хоча очікувалося, що закон сприятиме тюркизації громадян, які не розмовляють турецькою, він швидко виявився законодавчим інструментом, що спричинив заворушення проти немусульман, зокрема євреїв, що вилилося у Фракійські погроми 1934 року. Закон набув чинности 14 червня 1934 року, а погроми розпочались трохи більше ніж через два тижні — 3 липня. Перші інциденти, спрямовані на витіснення немусульманського населення, почалися в місті Чанаккале, де євреям надсилали анонімні листи з вимогою залишити місто. Згодом розгорнулась антисемітська кампанія, що включала економічні бойкоти, словесні напади та фізичне насильство над євреями в різних регіонах Фракії. За оцінками, з-поміж 15 000–20 000 євреїв, які тоді проживали в регіоні, понад половина втекла до Стамбула під час або після цих подій.
Синагога Неве Шалом у Стамбулі зазнавала нападів тричі. Вперше це сталося 6 вересня 1986 року, коли арабські бойовики вбили 22 єврейських вірян і поранили ще 6 під час шабатних богослужінь. У нападі звинуватили палестинського бойовика Абу Нідаля. Удруге синагогу атакували під час терактів у Стамбулі 2003 року, разом із синагогою Бет-Ісраель; загинуло 20 людей, понад 300 отримали поранення — як євреї, так і мусульмани. Хоча відповідальність за напади взяло на себе місцеве турецьке радикальне угруповання "Фронт ісламських воїнів Великого Сходу", поліція заявила, що ці атаки були «занадто складними, щоби їх могла здійснити ця група», а високопоставлене джерело в уряді Ізраїлю зазначило: «атака, щонайменше, була скоординована з міжнародними терористичними організаціями».
У 2015 році пов'язаний з Ердоганом телеканал транслював двогодинний документальний фільм під назвою «Мозковий центр» (тур. Üst akıl), термін, який сам Ердоган запровадив кількома місяцями раніше. Фільм наполегливо просував ідею, що «єврейський розум править світом, спалює, руйнує, голодом морить, веде війни, організовує революції та перевороти, створює держави в державі».
За даними Ліги протидії дифамації, 71 % дорослого населення Туреччини «має антисемітські погляди».

## Проти африканців
Поширеною є думка в турецькому суспільстві, що расизм проти чорношкірих у Туреччині — несерйозна проблема, оскільки країна не має колоніального минулого чи історії расової сегрегації, як багато західних держав (США, Канада, Австралія, Нова Зеландія, Бразилія, Аргентина, Велика Британія, ОАЕ та Сінгапур). Однак соціологи, зокрема Догуш Шімшек, рішуче заперечують таку точку зору, наголошуючи, що ця хибна уява виникла через те, що африканці в Туреччині часто живуть у тіні, а афро-турки — історичне чорне населення країни — зосереджені у невеликих громадах на заході Туреччини.
Африканські іммігранти, чисельність яких оцінювалась у 150 000 осіб станом на 2018 рік, повідомляли про регулярні випадки сексуального насильства та дискримінації за расовою ознакою в Туреччині.

## Проти турків
У Туреччині є поширеною практика визначати етнічну приналежність особи за місцем її походження, часто на основі хибних уявлень про демографію певного регіону. Таким чином, етнічні турки, які прибувають із східних частин країни, можуть зазнавати дискримінації через припущення, що вони курди, навіть якщо це не відповідає дійсності. Багато сирійських туркменів, які знайшли притулок у Туреччині, стикаються з расизмом так само, як і інші сирійські біженці.
Також широко повідомляється про дискримінацію турків, які сповідують релігійні течії, відмінні від сунітської більшості, зокрема алевітів, шиїтів та інших несунітських мусульман.
Турецькі науковці також досліджували внутрішньокультурні упередження серед самих турків. Вони стверджують, що представники так званих "білих турків" виявляють расистське ставлення до так званих "чорних турків" через культурні відмінності.

## Проти ромів, домарі, ломів та абдалів
Роми, домарі, абдали та ломи зазнають численних труднощів у повсякденному житті — зокрема, при працевлаштуванні та в доступі до професій. У травні 2021 року повідомлялося про загадкову смерть молодого турецького солдата ромського походження з Східної Фракії, який проходив службу в Ідлібі; ймовірно, причиною стало його етнічне походження. Представники цих громад також були виключені з державної допомоги під час пандемії COVID-19 у 2020 році, а також після землетрусу у 2023 році. Домарі, які втекли до Туреччини через громадянську війну в Сирії, також стикаються з серйозними проблемами. Багато представників цих груп були виселені з місць, у яких проживали століттями, як-от з району Сулукуле у 2007 році та з Байрамича у 1970-х роках. Через дискримінацію чимало представників цих спільнот заперечують своє ромське походження та намагаються видавати себе за турків або туркменів.